# Хмельно
Хмельно (укр. Хмільно) — село в Лопатинской поселковой общине Шептицкого района Львовской области Украины.
Население по состоянию на май 2021 года составляло 515 человек. Население по переписи 2001 года составляло 738 человек. Занимает площадь 1,67 км². Почтовый индекс — 80262. Телефонный код — 3255.